# François Armand Gervaise
François Armand Gervaise (Parigi, 1660 – Talus-Saint-Prix, 21 gennaio 1751) è stato un religioso francese.
Carmelitano scalzo, fu superiore di Grazy ed entrò nella Trappe nel 1695 e ne fu abate dal 1696 al 1698; si spostò dunque a Longpont e in seguito a Notre-Dame-des-Reclus.
Fu storico dell'Ordine Trappista, ma le sue opere suscitarono varie critiche.